# Хималаи
Хималаите или Хималая (санскрит: हिमालय, урду: ہمالیہ; от санскритската дума хима (сняг) + алая (дом), което буквално означава „домът на снега“) е планинска верига в Индийския субконтинент, разположена на територията на Пакистан, Индия, Китай, Непал и Бутан, между Индо-Гангската равнина на юг, Тибетската планинска земя на север. В нея се издигат единадесет от четиринадесетте най-високи върхове на Земята, включително и този с най-високата надморска височина, връх Еверест. Те са най-мощната планинска система на Земята, с най-високите върхове, най-малките разлики във височина на къси разстояния и дълбоки (до 4 – 5 km) дефилета. Хималаите са дълбоко оформили културите на Южна Азия. Много хималайски върхове са свещени в будизма и хиндуизма.
Хималаите граничат на север с Тибетската планинска земя, от която ги отделят разположените по паралела тектонски долини на горните течение на реките Инд и Брахмапутра (Цангпо). На юг със северната периферия на Индо-Гангската равнина, на северозапад с планините Каракорум и Хиндукуш, а на изток завършват до големия завой на река Брахмапутра. Хиндукуш, Каракорум и Хималаите заедно образуват „Хиндукушо-хималайския регион“ и се явяват голяма орографска, кливатична и флористична бариера между пустините на Централна Азия и тропическите ландшафти на Южна Азия..
Повдигната от сблъсъка на индийската тектонична плоча с Евроазиатската плоча, хималайската верига се разпростира от северозапад на югоизток на 2400 km (1500 мили) като леко изпъкнала на юг дъга. Ширината варира от 400 km (250 мили) на запад до 150 km (93 мили) на изток. Освен Големите Хималаи съществуват и няколко паралелни ниски вериги. Най-южната от тях, разположена по протежение на северния край на индийските равнини, достигаща около хиляда метра надморска височина се нарича Шивалик. Още малко на север е по-високата верига, достигайки два до три хиляди метра, известна като Малки Хималаи.
Три от основните световни реки – Инд, Ганг и Брахмапутра водят началото си от Хималаите. Докато Инд и Брахмапутра извират в близост до Кайлаш в Тибет, то река Ганг извира от индийския щат Утаракханд. Техният общ водосборен басейн е дом на около 600 милиона души. Поради наличието на напречните антецедентни дефилета на реките Инд, Сатледж, Карнали и Арун вододела между водосборните басейни на Индийския океан и безотточните области на Централна Азия преминава не по билото на Хималаите, а по съседните разположени на север планински системи Каракорум и Трансхималаи.

## Етимология
Името на планинската верига произлиза от санскритското съчетание Himā-laya (на санскрит: हिमालय, „Домът на снега“), от himá (на санскрит: हिम, „студ, зима, лед“) and ā-laya (на санскрит: आलय, „място, жилище“). Веригата в днешно време е известна като „Хималайски пранини“, обикновено съкращавано до „Хималаи“ или „Хималая“.
Древните гърци и римляни са наличали Хималаите Имаус (Имаос).

## Геоложки строеж, полезни изкопаеми, геоложка история
В геоложката структура на Хималаите се открояват от север на юг редица паралелни тектонски зони. Покрай южното им подножие се простира Предхималайското (Индо-Гангско) предпланинско огъване, запълнено с кайнозойски теригенни наслаги от маласов тип с обща мощност до 10 km. Залягането на пластовете е хоризонтално на юг, слабо наклонено на север, с обърнати на юг гънки и навлаци, изграждащи планините Шивалик. Главният граничен дълбочинен разлом отделя Предхималайското огъване от зоната на развитието на докамбрейските метаморфни скали в Малките и Големите Хималаи. Сред докамбрийските скали на Малките Хималаи тектонски са затиснати блокове образувани през палеозоя и предполагаемо през мезозоя. Тук са известни континенталните наслоявания от гондванската система (горния палеозой) и ефузивните скали на основния състав (т.нар. Панджалски трапи). Известни са случаи на приплъзване на един слой над друг от север на юг, но истинските амплитуди на навлаците не могат да бъдат определени поради слабата изученост на стратиграфията на древните слоеве. Много изследователи считат, че тук има големи навлаци и шариажни препокрития. Комплексът от докамбрийски скали в Големите Хималаи е съставен от гнайси, кристалинни шисти, филити и други дълбоко метаморфозирани слоеве, усложнени от нагънатостта и образуват големи куполовидни масиви. Граничния дълбочинен разлом е представен от система от стръмни разриви, наклонени на север, съпровождани от офиолити и отделят следващата тектонска зона (Тибетските Хималаи), която заема северния склон на Главния Хималайски хребет, част от котловините на Кашмир и долините на горните течения на Инд и Брахмапутра. Тя е изградена от нпрекъснати слабо метаморфозирани седиментни скали от горния докамбрий до кредата и палеогена включително. В структурно отношение тази система от крупни синклинории е усложнена по краищата от малки гънки, обърнати към ядрото на синклинория. Най-добре този разрез е изследван в долината на река Спити, приток на Сатледж.
Полезните изкопаеми в Хималаите са представени от находища на мед, злато, хром, сапфир и др., свързани с комплексите от метаморфни и магматични скали в Малките и Големите Хималаи. В Предхималайското предпланинско огъване се разработват находища на нефт и газ.
Хималаите са сред най-младите планински вериги на Земята и се състоят главно от издигнати седиментни и метаморфни скали. Според съвременната теория за тектоника на плочите тяхното образуване е резултат от континентална колизия по конвергентната граница между Индийската и Евразийската плоча. Колизията възниква през горната креда, преди около 70 млн. години, когато Индийската плоча, придвижваща се на север с около 15 cm годишно, се сблъсква с Евразийската плоча. Преди около 50 млн. години Индийската и Австралийската плоча напълно затварят океана Тетис, за съществуването на който се съди по седиментните скали на някогашното му дъно и по вулканите по неговите граници. Планините Аракан, както и Андаманските и Никобарските острови, са образувани в резултат на същата континентална колизия. И в наши дни Индийската плоча продължава да се придвижва хоризонтално с около 67 mm годишно, приплъзвайки се под Тибетското плато, което от своя страна го издига нагоре. Около 20 mm годишно от индийско-азиатската конвергенция са за сметка на навличането по южния фронт на Хималаите. То води до издигане на Хималаите с около 50 mm годишно и прави планината особено геологически активна. Движението на Индийската плоча на север прави регионът и сеизмично активен.
По времето на последния ледников период е имало непрекъснат път от ледници между Кангчендзьонга на изток и Нанга Парбат на запад. В западната му част, ледниците са се съединявали с подобна мрежа в Каракорум, а на север – с тогавашната тибетска ледена шапка. На юг придвижващите се ледници са достигали под височина 1000 – 2000 m. Докато сегашните ледникови долини на Хималаите достигат на дължина най-много 20 (максимално 32) km, някои от основните ледници по време на този период са достигали от 60 до 112 km.  Тяхната граница на вечните ледове (най-наската надморска височина, при която натрупването и аблацията на ледниците се балансират) е била с 1400 – 1660 m по-ниска отколкото е днес. По този начин, климатът е бил с най-малко от 7.0 до 8.3 °C по-студен, отколкото е днес.

## Физическа география

### Деление, релеф, върхове
Хималаите се издигат над Индо-Гангската равнина с три грандиозни стъпала. Първото стъпало образува планините Шивалик (Сивалик) – сложна предпланинска област, силно разчленена от дълбоко врязани дефилета на многочислените реки. Тяхната ширина на запад е 120 km, а на изток от 88° и.д. се стеснява до 5 – 10 km и средна височина 900 – 1200 m. Това стъпало се отделя от следващото чрез обширно пропадане, в което са разположени редица междупланински котловини (т.нар. дуни), които в миналото са били заети от езера. Второто стъпало са Малките Хималаи – система от планински масиви и хребети със средна височина 3000 – 4000 m и върхове до 6000 m. Те са силно разчленени и се характеризират със стръмни южни и много полегати северни склонове. Западната част – хребета Пир-Панджал има тесен назъбен гребен, лежащ върху широка основа. В централните части (хребетите Дхаоладхар, Махабхарат) височината на планината рязко се повишава до 5000 m и е с характерни остри гребени и дълбоки долини. На изток от тектонската долина на река Тиста южния склон е разделен от висящи долини и носи названието „дуари“ (врати). Второто стъпало е отделено от третото чрез обширна депресия с верига от тектонски междупланински падини и древноледникови котловини (Катманду, Кашмирска долина и др.). Третото стъпало представляват Главния Хималайски хребет или Големите Хималаи с ширина 50 – 90 km. Те започват на северозапад с масива Нанга Парбат (8126 m), където са най-широки (над 300 km), имат приповдигнати краища, между които лежат високопланинските земи Деосан, Рушпу и др. На югоизток от долината на река Сатледж Големите Хималаи образуват мощен гребен с редица високи масиви и върхове, покрити с ледници. На изток от река Тиста Големите Хималаи значително се понижават. Тук са обичайни дълбоко врязаните речни долини, сравнително слабо разчленените масини и куполовидните върхове. Големите Хималаи от изток на запад се делят на Асамски, Непалски, Кумаонски и Пенджабски Хималаи.
Върховете над 8000 m над морското равнище са в Големите Хималаи, като най-ниският проход е разположен на височина над 4000 m.
| Връх         | Височина (m) | Страна             | Година на изкачване |
| ------------ | ------------ | ------------------ | ------------------- |
| Еверест      | 8848         | Непал/Китай(Тибет) | 1953                |
| Канченджанга | 8586         | Непал/Индия        | 1955                |
| Лхотце       | 8516         | Непал/Китай(Тибет) | 1956                |
| Макалу       | 8463         | Непал/Китай(Тибет) | 1955                |
| Чо Ою        | 8201         | Непал/Китай(Тибет) | 1954                |
| Дхаулагири   | 8167         | Непал              | 1960                |
| Манаслу      | 8156         | Непал              | 1956                |
| Нанга Парбат | 8126         | Пакистан           | 1953                |
| Анапурна     | 8091         | Непал              | 1950                |
| Шиша Пангма  | 8012         | Китай(Тибет)       | 1964                |

### Климат
Хималаите имат голям ефект върху климата на Индийския субконтинент и Тибетското плато. Те спират мразовитите и сухи ветрове да достигнат на юг в субконтинента, което поддържа Южна Азия много по-топла, отколкото съответните умерени региони в останалите континенти. Планинската верига също така представлява бариера за мусонните ветрове на север, които изливат обилните си валежи в района на т.нар. тераи. За Хималаите също така се смята, че играят важна роля за формирането на пустините в Централна Азия, например Такламакан и Гоби.
Климатът в западния сектор на Хималаите се характеризира с резки колебания на температурата и силни ветрове. Зимата е студена (средна януарска температура -10, -18°С), а над 2500 m – със снежни виелици. Лятото е топло (средна юлска температура около 18°С) и сухо. Влиянието на мусоните е незначително и се изразява само в малкото увеличение на влажността и облачността през юли и август. Валежите (около 1000 mm годишно) са свързани с циклоните, като в долините и котловините тяхното количество е 3 – 4 пъти по-малко, отколкото по планинските склонове. Главните проходи се освобождават от снежната покривка в края на май. В Западните Хималаи на височина 1800 – 2200 m са разположени болшинството от климатичнети курорти на Индия (Шимла и др.). Източният сектор има много по горещ и влажен климат с мусонен режим на овлажняването, като 85 – 95% от годишните валежи падат от май до октомври. През лятото на височина 1500 m температурите по склоновете се повишават до 35°С, а в долините – даже до 45°С. Дъждовете валят почти непрекъснато. По южните склонове на височина 3000 – 4000 m падат от 2500 mm на запад до 5500 mm на изток, а във вътрешните райони – около 1000 mm. През зимата на височина 1800 m средната януарска температура е 4°С, а над 3000 m температурите са отрицателни. Снеговалежите са ежегодно явление над 2200 – 2500 m, а в долините има гъсти мъгли. Северните склонове на Хималаети имат планинско-пустинен климат. Денонощните температурни амплитуди достигат до 45°С, а годишната сума на валежите е около 100 mm. През лятото на височина 5000 – 6000 m само през деня има положителни температури. Относителната влажност на въздуха е 30 – 60%, а през зимата снегът преди да падне се изпарява и не се задържа.

### Ледници, реки и езера
В Хималаите са разположени около 15 хиляди ледника с обща площ над 33 хил. km², които съдържат приблизително 12 хил. km³ вода. Най-дългите леднице са в масива Джомолунгма (до 19 km) и Канченгджанга (26 и 16 km); в Кумаонските Хималаи – ледниците Милам (20 km) и Ганготри (32 km); в Пенджабските Хималаи – Дурунг-Друнг (24 km), Бармал (15 km). Някои други известни ледници са: Ямунотри, Зему, Кхумбу. В Кашмир долната граница на ледниците е 2500 m, в Централните Хималаи – 4000 m. Като цяло ледниците са по развити в запедните части на Хималаите. На запад височината на снежната граница по южните склонове е 5000 m, по северните – 5700 – 5900 m, а на изток – съответно 4500 – 4800 m и 6100 m. Ледниците са предимно от дендритов (хималайски) тип и се спускат на 1300 – 1600 m по снежната граница. Срещат се и ледници от туркестански тип, имащи малки фирнови басейни в сравнение с областите със странични ледени ръкави и подхранващи се главно за сметка на лавините и страничните висящи ледници. По северните склонове са характерни гигантските наслоявания на фирнов лед, покриващ много върхове изцяло.
По-високите части на Хималаите са целогодишно покрити със сняг, въпреки близостта си до тропиците. Те дават началото на няколко големи реки, които се обединяват в две основни речни системи:
- Западните реки образуват Индския басейн, в който най-голямата река е Инд. Тя води началото си от Тибет на китайска територия и тече на югозапад през Индия и Пакистан до Арабско море. Главните реки в системата на Инд са Джелам, Чинаб, Рави, Биас и Сутледж.
- Повечето от останалите хималайски реки са част от басейна на Ганг-Брахмапутра. Неговите две основни реки са Ганг и Брахмапутра. Докато Ганг тече в равнините на юг от Хималаите, Брахмапутра извира в Тибет, тече на изток, след което заобикаля Хималаите от изток, отново променя посоката си на запад през Асам и се влива в Бенгалския залив, образувайки обща делта с Ганг. Като цяло речната система е много по-добре развита по техните южни склонове. В горните си течения реките имат снежно и ледниково подхранване с рязко колебания на оттока в течение на едно денонощие, като долините им са тесни и дълбоки, а течението им е съпроведено от много прагове и водопади. В средното и долното си течение подхранването им е дъждовно, с максимален отток праз лятото.[2]

В Хималаите са разположени и стотици езера, като повечето са с надморска височина под 5000 m, а като цяло размерът им намалява с височината. Те са предимно с тектонски и ледников произход и особено много в западните части. Най-голямо е езерото Пангонг Цо, разположено на границата между Индия и Китай, което има площ около 700 km². Други известни езера са Гуродонгмар и Цонгмо в Сиким и Тиличо в Непал.

### Почви, растителност, животински свят
Природните ландшафти в Хималаите са много разнообразни, особено по южните склонове. Покрай подножието на планината на изток от долината на река Джамна се простира заблатената полоса от тераи – дървесно-храстова джунгла от сапунени дървета, мимози, палми, бамбук, банани, манго, всички те развити върху черни тинести почви. Нагоре, до 1000 – 1200 m по наветрените склонове и по долините на реките растат вечнозелени влажни тропични гори съставени от палми, пандануси, лаврови дървета, дървовидна папрат, бамбук, лиани (до 400 вида) и др. Над 1200 m на запад и 1500 m на изток е разположен поясът на вечнозелените широколистни гори, състоящи се от различни видове дъб, магнолия, а над 2200 m се появяват листопадни (елша, орех, бреза, клен) и иглолистни (хималайски кедър, син бор, сребрист смърч) гори от умерения пояс, в съпровод от мъхове и лишеи, покриващи почвата и стволовете на дърветата. На височина 2700 – 3600 m господстват иглолистните гори от сребриста ела, лественица, тсуга, хвойна и др. с гъст подлес от рододендрон. За долната част на горския пояс са характерни червеноземните, а нагоре – кафявите горски почви. В субалпийския пояс са развити малки хвойново-рододендронови горички. Горната граница на алпийските пасища е около 5000 m, макар че отделни растения (аренария, еделвайс) са разпространени и над 6000 m.
Ландшафтите на Западните Хималаи са много по-ксерофитни. Отсъстват тераите, долните части на склоновете са покрити от редки ксерофитни гори и храсти, а нагоре – от мусонни листопадни гори с господство на саловото дърво. На височина 1200 – 1500 m се появяват средиземноморски субтропични видове: вечнозелен каменен дъб, златолистна маслина, акация, а в иглолистните гори – хималайски кедър, дълголистен бор (чир), македонски син бор и др. Храстовия подлес е беден в сравнение на изток, а алпийската растителност и много по-богата. В горския пояс преобладават червеноземни и малохумусни кафяви горски почви, нагоре – кафяви псевдоподзолисти, а в алпийския пояс – планинско-ливадни почви. В горите по долните части на склоновете и в тераите обитават големи бозайници – слон, носорог, бивол, дива свиня, антилопи; хищници – тигри и леопарди; много маймуни (предимно макаци и тънкотели) и птици (паун, фазан, папагал).
По северните склонове на Хималаите господстват планинско-пустинните ландшафти с редки сухи треви и храсти. Дървесната растителност (горички от нискостеблена топола) е развита предимно по долините на реките. Сред животните господстват представители на тибетската фауна – хималайска мечка, планинска коза, планински овен, як. На височина до 2500 m има малки земеделски участъци, като се отглежда чай и цитрусовите култури, а по напояваните тераси – ориз. По северните склонове отглеждането на голозърнестия ечемик достига на височина до 4500 m.

## Екология
Флората и фауната на Хималаите варират в зависимост от климата, валежите, надморската височина и почвите. Климатът варира от тропически в основата на планините до постоянен лед и сняг на най-високите възвишения. Размерът на годишните валежи се увеличава от запад на изток по протежение на южния фронт на веригата. Това разнообразие от надморската височина, валежи и почвени условия, съчетани с много висока снежна линия поддържа множество различни растителни и животински общества. Крайностите на висока надморска височина (ниско атмосферно налягане), комбинирани с екстремния студ са в полза на екстремофилните организми.
Уникалната флора и фауна на Хималаите е в процес на структурни и композиционни промени, дължащи се на изменението на климата. Увеличаването на температурата измества различни видове към по-високите места. Горският дъб е изместен от борови гори в региона на хималайския район Гархвал. Има данни за ранен цъфтеж и поява на плод при някои дървесни видове, като рододендрона, ябълката и Myrica esculenta. Най-високият известен дървесен вид в Хималаите е Juniperus tibetica(тибетска хвойна) намираща се на 4900 м (16 080 фута) в Югоизточен Тибет.
Животинският свят на Хималаите е в зависимост от различията на ландшафта. Ливадният пояс на колан Тераи е местообитание на индийския носорог, а ливадите на алпийския пояс – на застрашения снежен леопард. Фауната е най-разнообразна и специфично индийска в тропичната зона на южните склонове. Горите там са местообитание на бозайници, влечуги и насекоми. Фауната на високите места е по-близо до тибетската. В северната част на Хималаите има хималайски мечки, кабарга и различни видове антилопи, диви коне, планински кози, диви овни, якове и др. Разпространене са гризачите.

## Политическа география
Списък на страните и териториите, на които се намират Хималаите:
- Индия
  - Джаму и Кашмир (спорна територия)
  - Аруначал Прадеш (спорна територия)
  - Химачал Прадеш
  - Мегхалая
  - Мизорам
  - Нагаланд
  - Сиким
  - Трипура
  - Утаракханд
  - Дарджилинг в Западна Бенгалия
- Таджикистан
- Афганистан
- Бутан
- Китай
  - Аксайчин (спорна территория)
  - Тибет/Южен Тибет
  - Долина Шаксгама
- Мианма
  - Качин
- Непал
- Пакистан
  - Азад Кашмир (спорна територия)
  - Северна провинция (спорна територия)
  - Афгания

## Население
Първите човешки селища, открити в предпланините на Хималаите, датират от около 8 000 г. пр.н.е. От юг регионът е заселен от арийските народности на Индустан; от запад – от персийски и тюркски народи; а от североизток – от тибетците.
Населението на повечето от големите долини съществува относително независимо от другите, и в тях възникват различни държавни образувания, поради което населението на много райони е образувало затворени етнически групи. Живеещите в Ладакх дарди, притежаващи правилни средиземноморски черти, са смятани от редица изследователи за най-преките потомци на арийците, други предполагат, че те са потомци на воините на Александър Македонски, чиято армия през 4 в. пр.н.е. достига, доколкото може да се съди по достигналите до съвременността източници, до долината Кулу. На територията на Хималаите живеят шерпи, които се преселват тук от Западен Тибет през 15-16 век, очевидно под натиска на по-силните си съседи.
През 19 век Хималаите попадат в сферата на влияние на Британската империя. След придобиването на независимост на Британска Индия и разделянето ѝ на Индия и Пакистан през 1947 г. възниква Кашмирският конфликт. Западната и северната част на бившето княжество Джаму и Кашмир – Гилгит, Балтистан (до хребета Каракорум и китайската граница), се оказват окупирани от Пакистан, а в същото време източните и североизточните райони, близо до Тибет, са заети от Китай.
По-голямата част от населението в северните Хималаи в днешно време се занимава с натурално стопанство. Постоянните селища по правило са разположени в долините на височини до 3800 – 4000 m при наличие на вода и относително хоризонтални терени; цялата достъпна за земеделие земя е терасирана и разделена на малки участъци. Отглеждат се ечемик, овес, картофи, грах, ряпа, моркови и редица други култури. В най-благоприятните райони, такива като Лех и долината Набра, се отглеждат ябълки и дори кайсии. Развъждат се пилета и говеда, най-вече овце и кози. Във високите и/ или сухи зони единствен вид дейност е развеждането на добитъка на лятна паша. Овце, кози и якове може да се видят навсякъде до самата граница на снега. Чисто скотовъдните селища са малко, като те са разположени в районите с най-суров климат.
Важна роля в икономиката на региона, особено Ладакх, Занскар и околностите и Манали, играе туризма. Шерпите получават допълнителни доходи чрез участието си в планински експедиции. В днешно време, не само носачите, но и водачите-шерпи, са равноправни и опитни партньори на европейските, американските или австралийските изследователи.

### Религии
Главните религии в Хималаите са будизъм, индуизъм и ислям. Списъкът по-долу включва някои от най-важните религиозни места.
- Хемкунд – мястото на медитация на последния сихски гуру Гобинд Сингх.
- Хардвар – един от седемте основни свещени градове на индуизма.
- Бадринат – храм, посветен на Вишну.
- Кедарнат – тук е разположен храмът Кедарнат – един от най-свещените индуистки храмове.
- Ганготри – ледник, в чиито оттичащи се води къпането се смята за свещен ритуал.
- Девапраяг – едно от „петте свещени сливания“ (Панч-праяг) на река Алакананда.
- Ришикеш – тук е разположен храма Лакшмана.
- Кайлас – местообитание на боговете Шива и Ума.
- Амарнат – съгласно индуистката митология, това е пещерата, в която Шива обяснява тайната на живота на Парвати.
- Вайшно-деви – пещерен храм, явяващ се един от свещените индуистки храмове, посветен на Шакти.

Също така, свързани с Хималаите са следните митични обекти:
- Йети – голямо хуманоидно същество, което е възможно да живее в Хималаите, но няма изрични доказателства.
- Шамбала – митична страна в Тибет или други съседни азиатски региони, която се споменава в няколко древни текста, включително Калачакра.

## Пътища
До средата на 20 век единственото средство за комуникация в региона са били пътищата на керваните, свързващи различните хималайски долини-държави както помежду им, така и с южните и западните равнини, Памир, Централна Азия, Тибет и Китай. Тези пътища продължават да играят важна роля и сега – особено на местата в които няма автомобилни пътища или те са непроходими.
Изграждане на автомобилни пътища в региона започва едва в средата на 20 век, с пътя Шринагар – Каргил – Лех. В продължение на много години той остава на практика единственият шосеен път. След това, през 1970-80-те години, е построен пътя Лех – Келанг – Манали, пресичащ Големият хималайски хребет и минаващ през няколко прохода с височина над 5000 m. По същото време са построени няколко разклонения на този път към китайската граница и пътя Каргил – Падум. Всички те са отворени само през няколко месеца в годината, от средата на юни до средата на октомври, а през останалото време проходите, през които те преминават, са покрити с обилен сняг.

## Културно влияние
В индуизма Хималаите се персонифицират с бог Химават, споменат в Махабхарата; той е бог на снега. Химават е баща на Ганг и Сарасвати, както и на Парвати, която е жена на Шива.
Някои места в Хималаите имат религиозно значение в индуизма, джайнизма, сикхизма и будизма. Най-известният пример е Такцанг-лакханг, където, според историята, Падмасамбхава основава будисткото движение в Бутан.
В планините са разположени много забележителности на тибетски будисти, включително резиденцията на Далай лама. В Тибет са разположени над 3200 манастира, а тибетските мюсюлмани имат джамии.

## В изкуството
- Ким – роман, написан от Ръдиард Киплинг.
- Шангри Ла – измислена страна, която се намира в Хималаите, описана в романа „Lost Horizon“ на Джеймс Хилтън.
- Тинтин в Тибет – един от албумите на белгийския писател и илюстратор Ерже. Журналистът Тинтин разследва падането на самолет в планините.
- „Черният нарцис“ – филм за монашески орден, основал манастир в Хималаите.
- Няколко нива от играта Tomb Raider II и едно от Tomb Raider: Legend се намират в Хималаите.
- Царството на златните дракони – роман от Исабел Алиенде. Голяма част от събитията протичат в Забрененото кралство – измислена монархия в Хималаите.
- Drachenreiter – книга, фентъзи-роман на немската писателка Корнелия Функе, разказваща за места в планинската верига, обитавани от дракони.
- Седем години в Тибет – филм, заснет по мотиви на едноименната автобиографична книга на Хенрих Харер, описваща историята на австрийски алпинист в Тибет в годините на Втората световна война.
- G.I. Joe: The Movie – анимационен филм, разказващ за историята на цивилизацията Кобра Ла, спасила се в Хималаите след Ледниковия период.

## Алпинизъм
Покоряването на Хималаите започва през 1950 г. с изкачването на Анапурна (8091 m). Експедициите обикновено се организират през пролетта или есента – през зимата изкачването е силно затруднено.
Първите, които покоряват Еверест през зимата (февруари 1980 г.) са поляците Кшищоф Велицки и Лешек Тихи. Първата европейка, покорила най-високия връх е полската алпинистка Ванда Руткевич (загинала при изкачване на Канчензьонга през 1991 г.). Към 2010 г., Еверест е изкачван близо 1200 пъти – в списъка на покорителите има 900 имена (някои са се изкачвали повече от един път). Еверест е покоряван от 80-годишен мъж и 13-годишен юноша, а през 1998 г. се изкачва и първия инвалид.
Манаслу е изкачен от японеца Т. Иманиши и шерпа Г. Нобру през 1956 г.
Първият човек, който успява да изкачи всички 14 осемхилядника, е италианецът Райнхолд Меснер през 1986 г.
Комерсиализацията на туризма и алпинизма застрашава околната среда, особено в районите на туристическите бази, разположени в подножието на планината. Увеличаването на броят на изкачванията на Еверест (често с използването на техника) застрашава екосистемата на Хималаите.